# 普罗雌烯
普罗雌烯（化学名：雌二醇-3-丙基-17β-甲基二醚，estradiol 3-propyl 17β-methyl diether，商品名有Colpotrofin、Colpotrophine、Delipoderm等）是一种有机化合物，化学式C
22H
32O
2，属于一种雌激素醚，以外用乳霜治疗妇女的萎缩性阴道炎。